# Лема Гаусса
Лема Гаусса — результат у теорії чисел, який визначає, чи є деяке число квадратним лишком іншого числа. Умови леми важко перевірити на практиці, тож її значення для обчислень є невеликим, проте вона має значний теоретичний інтерес.

## Твердження
Нехай маємо деяке просте число p і натуральне x, що не ділиться на p.Позначимо {\displaystyle m={\frac {p-1}{2}}} Тоді
{\displaystyle \left({\frac {x}{p}}\right)=(-1)^{n}}
де {\displaystyle \left({\frac {x}{p}}\right)} — символ Лежандра, а n — число пар (j, u) таких, що {\displaystyle 1\leq j\leq m} і {\displaystyle 1\leq u\leq m} і виконується {\displaystyle \ xj\equiv -u{\pmod {p}}}

### Доведення
Для кожного {\displaystyle 1\leq j\leq m} існує єдине {\displaystyle 1\leq u_{j}\leq m}, таке, що виконується {\displaystyle xj\equiv e_{j}u_{j}{\pmod {p}},} де {\displaystyle e_{j}=1.} Тоді {\displaystyle e_{1}e_{2}...e_{m}=(-1)^{n}}.
Якщо j і k є двома різними числами від 1 до m тоді {\displaystyle j\not \equiv k{\pmod {p}}} і {\displaystyle j\not \equiv -k{\pmod {p}}}. Як наслідок враховуючи, що p не ділить x маємо:
{\displaystyle xj\not \equiv xk{\pmod {p}}} і {\displaystyle xj\not \equiv -xk{\pmod {p}}}.
Тобто різним значенням {\displaystyle 1\leq j\leq m} відповідають різні значення {\displaystyle 1\leq u_{j}\leq m}. Але тоді {\displaystyle u_{1},u_{2},\ldots ,u_{m}=m!} Перемножуючи дві сторони рівностей {\displaystyle xj\equiv e_{j}u_{j}{\pmod {p}},} для {\displaystyle j=1,2,\ldots ,m} одержимо {\displaystyle x^{m}m!\equiv (-1)^{n}m!{\pmod {p}},} і, враховуючи взаємну простоту p і m!, як наслідок {\displaystyle x^{m}\equiv (-1)^{n}{\pmod {p}}}.
Згідно з властивостями символу Лежандра {\displaystyle x^{m}\equiv \left({\frac {x}{p}}\right){\pmod {p}}.} Звідси одержуємо {\displaystyle \left({\frac {x}{p}}\right)\equiv (-1)^{n}{\pmod {p}}} і нарешті {\displaystyle \left({\frac {x}{p}}\right)=(-1)^{n}}.